# Francisco Antonio Gamboa
Francisco Antonio Gamboa (n. Cali (Colombia); 17 de mayo de 1866 – f. San Salvador (El Salvador); 28 de marzo de 1908), educador y poeta nacido en Colombia que dedicó su vida a la educación en El Salvador.

## Primeros años
Francisco Antonio Gamboa, hijo primogénito del matrimonio de don Mateo Gamboa Llanos y doña Teresa Herrera Córdoba, nació en Cali, Colombia, el 17 de mayo de 1866. Fueron sus hermanos María Antonia, Paulino, Federico y los poetas y escritores Isaías Gamboa, Ezequiel Gamboa y Mateo Gamboa. Estudió las primeras letras con su madre y luego siguió sus estudios en el Colegio de Santa Librada de Cali, continuándolos en la Normal de Popayán, Colombia. Cerrada esta institución educativa por causa de la guerra de 1885, tomó las armas y participó en la revolución, a lado de las huestes liberales.

## Su partida a El Salvador
Terminada la guerra y temeroso de las persecuciones políticas de la época, emigró a El Salvador, en compañía de su coterráneo Francisco Antonio Llanos y de Marcial Cruz Vélez. El presidente de la República de El Salvador, general Francisco Menéndez, llamado el patriarca de la educación nacional, contrató los servicios de la que fuera llamada la Misión Colombiana con el fin de que organizara e impulsara el sistema de enseñanza pública. Esta misión fue integrada por Marcial Cruz, Víctor Dubarry, Justiniano Rengifo Núñez y Francisco Gamboa.
El episodio 3 de la videoserie Los Gamboa: Una dinastía de Poetas realizada por Hugo Cuevas-Mohr detalla su participación en dicha misión en entrevista al historiador Gilberto Aguilar Avilés y explora su legado con la participación de Benjamin Serpas Llerena y una visita a la Biblioteca Nacional Francisco Gavidia donde reposan las obras de este poeta y educador.

## Su labor en pro de la Educación Pública
Como parte de la Misión Colombiana a Francisco Gamboa se le encomendó el cargo de Inspector de Instrucción Pública PriMaría y, más adelante, el de Director de Educación. En La Nueva Enseñanza publicación de la Misión para los Maestros de Instrucción Pública de El Salvador, se publicaban artículos pedagógicos e instrucciones de diversa índole, algunos de los cuales escribió Francisco Gamboa.
Fue representante de este país en el Primer Congreso Pedagógico Centroamericano, reunido en Guatemala, en 1894. A su consideración presentó un plan de estudios que fue aprobado y puesto en práctica por los respectivos gobiernos de los países representantes.
Posteriormente, fundó y organizó la Escuela Normal de Maestros de San Salvador, de la cual fue su director. Fue, así mismo, consultor del gobierno y hombre de confianza de algunos personajes políticos que ocuparon puestos destacados.

## La Gramática Práctica de Gamboa
Como fruto de sus investigaciones y experiencias en la enseñanza, publicó una Gramática Práctica de la Lengua Castellana, conforme a las prescripciones de la Real Academia Española, obra de la cual se publicaron tres ediciones. Esta gramática tuvo especial acogida no solamente en los medios pedagógicos de El Salvador, sino en los demás países centroamericanos, y fue elogiada por el sabio filólogo Rufino José Cuervo.
El Ministerio de Instrucción Pública de El Salvador adoptó en 1893, como texto oficial en las escuelas de la República, el primer libro de dicha Gramática Práctica.

## Su trabajo editorial y poético
En desarrollo de sus inquietudes intelectuales, fue miembro de instituciones científicas y literarias, en las que dio muestras de sus capacidades y conocimientos, particularmente en los estudios pedagógicos que fueron los de su especialidad. Redactó las revistas El Repertorio Salvadoreño, La Nueva Enseñanza, La Escuela Normal y editó La Biblioteca Económica. También colaboró en la Revista Ilustrada de Nueva York y en otras publicaciones de Centro y Sur América.
Además editó varios libros con ensayos de toda índole, siempre buscando llevar las tendencias modernas, pedagógicas sobre todo, a los lectores del país; varios de estos tomos reposan en la Biblioteca Nacional Francisco Gavidia.
En 1894, con el título Doce poesías, Francisco Antonio Gamboa dio a conocer en San Salvador el fruto de su inspiración. Según el antologista Guillermo E. Martínez fue: "Un poeta de noble y fecunda inspiración, que trazó en estrofas de recia contextura los múltiples estados de su alma sensible. Correcto en la forma, no hay en sus versos los desfallecimientos que frecuentemente se notan en los que son apenas versificadores. Es, en suma, un poeta de vigoroso estro, como lo fueron sus hermanos, de los cuales Isaías lleva el cetro y ocupa el primer lugar".

## Su familia
Francisco Gamboa contrajo matrimonio con Doña Esperanza Arango Quezada, de ascendencia española, nacida en Camagüey, Cuba, a quien conoció en Panamá, rumbo a El Salvador. Don Francisco y Doña Esperanza tuvieron seis hijos: María Teresa, María Esperanza, Francisco, Guillermo, Consuelo y María Herminia. Su descendencia ha dado origen a numerosas familias salvadoreñas, entre ellas los Delgado Gamboa, los Poma Delgado, los Parker Gamboa, los Llerena Gamboa, los Gamboa Trabanino, los Gamboa Déneke, etc.

## Cónsul de Colombia
Le fue propuesto el Ministerio de Instrucción Pública de El Salvador, pero para desempeñar el cargo debía renunciar a la ciudadanía colombiana y optar por la salvadoreña; sin embargo ya había aceptado el cargo de Cónsul General de Colombia en El Salvador, cargo que ocupó. De por sí, Francisco Gamboa era el Cónsul Cultural ya que siempre acogió en su casa durante veladas literarias a grandes personalidades que visitaban el país, como lo fueran Rubén Darío, Julio Flórez y José Santos Chocano. Su familia recuerda la llegada en mayo de 1906, del poeta colombiano Julio Flórez, a quien una nieta de Don Francisco, María Teresa Delgado Gamboa, escribiría en su honor el único poema que se conserva de ella, ya que falleció poco después a los 13 años de edad. Rubén Darío (Félix Rubén García Sarmiento) -mientras convalecía de enfermedad reciente- escribió unos versos en el diminuto abanico de María Esperanza Gamboa Arango, quien apenas era una niña.

## Sus últimos días
Los dos últimos años de la vida de Don Francisco fueron dolorosos para su familia. Su mente comenzó a divagar y su familia debía encerrarle para evitar que deambulara por las calles. Añoraba su tierra y su familia. Ya había publicado su escrito No emigréis, en que exhorta a los jóvenes a no salir de la patria y enfrentar la dura separación de la familia. Falleció en San Salvador el 28 de marzo de 1908.

## Su legado en El Salvador
En 1915 se fundó en el Palacio Nacional de El Salvador la Asociación de Profesores Francisco A. Gamboa, la primera asociación de maestros salvadoreños. Por este honor un busto del Gran Caballero de la Cruzada de la Educación, como fue llamado, se encuentra en los salones de la antigua Casa Presidencial.
En 1936 se fundó en el centro de San Salvador, la Escuela Francisco A. Gamboa, institución que hasta la fecha sigue albergando alumnos de bajos recursos de la zona. Dicha escuela fue reconstruida en 2004, luego de haber sido seriamente averiada por un terremoto, mediante gestiones de El Diario de Hoy.
El educador salvadoreño Saúl Flores, en su libro Nuestros Maestros y el historiador salvadoreño Gilberto Aguilar Avilés en su libro Un vistazo al pasado de la educación en El Salvador del Volumen 1 de la Colección Historia de la educación salvadoreña destacan el aporte de Francisco a la educación salvadoreña. Además, Fue Saúl Flores quien escribió la letra del himno de la Escuela Francisco A. Gamboa.

## Su linaje poético
Francisco Antonio Gamboa es, con su hermano Isaías Gamboa, los primeros estandartes de un linaje poético de más de 30 poetas, escritores y educadores, de los cuales podemos destacar a Octavio Gamboa, Margarita Gamboa, Hugo Cuevas-Mohr y David Hernández. Hugo Cuevas-Mohr y el escritor colombiano Vicente Pérez Silva, realizaron un trabajo recopilatorio de esta herencia poética familiar en el libro Los Gamboa: Una dinastía de Poetas.